# Verfassung der Freien und Hansestadt Hamburg

Landesflagge gemäß Artikel 5 der Hamburger Verfassung

Die Verfassung der Freien und Hansestadt Hamburg vom 6. Juni 1952 ist die gültige Verfassung des Landes Freie und Hansestadt Hamburg. Sie bildet als Landesverfassung die staatsrechtliche Grundlage für den deutschen Stadtstaat. Sie trat am 1. Juli 1952 in Kraft und ersetzte die Vorläufige Verfassung der Hansestadt Hamburg vom 15. Mai 1946. Die Verfassung beruht in ihren Grundzügen auf der ursprünglichen Fassung von 1952, wurde jedoch seitdem mehrmals geändert. Die aktuelle Fassung ergibt sich aus der letzten Änderung vom 2. Oktober 2019 (HmbGVBl. S. 333).

## Geschichte

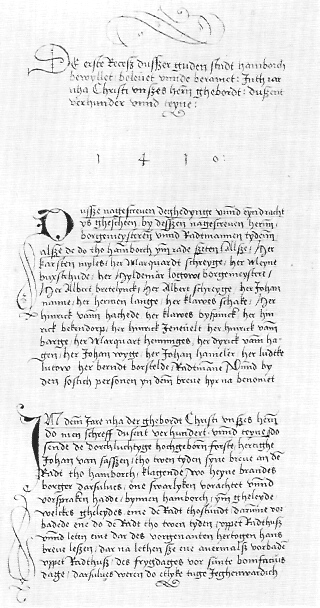
De erste Receß – Erster Rezess vom Laurentiustag 1410.

Die Verfassung der Freien und Hansestadt Hamburg vom 28. September 1860 ist die erste Verfassung des Landes, die diesen Namen trägt. Gleichwohl sind in der Geschichte Hamburgs eine Reihe von niedergeschriebenen Rechtsnormen zu finden, die den Aufbau, das Zusammenwirken, die Rechte und Pflichten der staatlichen Organe in der alten Stadtrepublik zunehmend regelten, das Gewohnheitsrecht verdrängten und als erste Verfassungen oder zumindest verfassungsähnliche Dokumente angesehen werden.
Nach der Entstehung der gräflichen Neustadt und der für diese von Adolf III. erteilten Privilegien, der Einrichtung eines Rates und Einführung lübischen (oder diesem ähnlichen) Rechts im 12. Jahrhundert, dem ersten Stadtrecht der vereinigten Alt- und Neustadt (um 1220) und dem erweiterten Ordeelbook (Urteilbuch 1270) wird 1292 das Recht Hamburgs anerkannt, selbst Gesetze zu erlassen. Weitere Rechtsdokumente werden verfasst und Verordnungen nun öffentlich bei den Burspraken verlesen, bevor eine Urkunde über den ersten Rezess entsteht. Sie wird am 10. August 1410 an jedes Hamburger Kirchspiel verteilt. Es ist ein nach vorhergehenden Auseinandersetzungen geschlossener Vertrag zwischen Rat und Bürgerschaft, in dem dieser den Bürgern unter anderem mehr Mitbestimmungsrechte einräumt. Dieser Rezess, der jedoch nur bis 1417 gültig bleibt, gilt als eines der ersten Verfassungsdokumente.
Ihm folgen weitere Rezesse bis zum vierten, dem Langen Rezess, der in die Zeit der Reformation mit der Einführung des evangelischen Glaubens in Hamburg fällt. Am 16. Februar 1529 einigen sich Rat und Bürgerschaft auf diesen Rezess, der in 132 systematisch gegliederten Artikeln ein ausgewogenes Verhältnis der Machtverteilung zwischen Rat und den neu gebildeten bürgerlichen Kollegien regeln soll und neben den Bestimmungen zum Aufbau der Staatsorgane auch solche zu Wirtschaft und Gewerbe enthält. Eine vorhergehende Verfassungskrise, ausgelöst von der Frage, ob die höchste Staatsgewalt beim Rat oder der Bürgerschaft liegt, wird nach langen Verhandlungen mit dem Hauptrezess vom 15. Oktober 1712 beendet. Die neue Verfassung greift auf die überlieferte Tradition zurück und bestimmt, dass die Gesetzgebungskompetenzen im gemeinsamen Zusammenwirken Rat und Bürgerschaft zustehen. Mit Unterbrechung in der Hamburger Franzosenzeit wird diese Verfassung, trotz erster Stimmen für eine grundlegende Reform, 1814 wieder in Kraft gesetzt. Auch eine im Zuge der Märzrevolution 1848 erkämpfte verfassunggebende Versammlung (Hamburger Konstituante) und ein am 11. Juli 1849 dort verabschiedeter Entwurf einer demokratischen Verfassung scheitert. Der Rat setzt stattdessen eine sogenannte Neuner-Kommission zur Überarbeitung ein. Erst am 11. August 1859 stimmen Rat und Erbgesessene Bürgerschaft der Verfassung zu. Nach Ersatz der alten Bürgerschaft durch eine erstmals gewählte Bürgerschaft tritt diese 1860 in Kraft.
Die Gewaltenteilung von Rat (nun Senat genannt) und Obergericht, das Repräsentativsystem, eine stärke Mitwirkung der Bürgerschaft bei der Selbstergänzung des Senats, die Trennung von Staat und evangelisch-lutherischer Kirche, die Gleichberechtigung von Juden und Katholiken, Pressefreiheit, Vereins- und Versammlungsrecht sind nun verankert – nicht jedoch ein auch gefordertes gleiches Wahlrecht. Die Verfassung von 1860 wurde später nochmals überarbeitet und am 13. Oktober 1879 durch die revidierte Fassung ersetzt. Eine 1906 vorgenommene Wahlrechtsänderung in der Verfassung, die die Sozialdemokraten von weiteren Bürgerschaftsmandaten abhalten sollte, wurde als Wahlrechtsraub bekannt.
Nach Ende des Ersten Weltkriegs entstand das von der ersten nach demokratischen Grundsätzen gewählten Bürgerschaft am 26. März 1919 verabschiedete „Gesetz über die vorläufige Staatsgewalt“, die die Funktion einer Übergangsverfassung hatte; nachfolgend die durch die Bürgerschaft ausgearbeitete „Verfassung der Freien und Hansestadt Hamburg“ vom 9. Januar 1921. Mit dem Beginn der Zeit des Nationalsozialismus, den Gleichschaltungsgesetzen und der Auflösung der bisherigen Verfassungsorgane verlor die Verfassung ihre eigentliche Bedeutung. Abgeändert mit Groß-Hamburg-Gesetz vom 26. Januar 1937 und den damit verbundenen Gebietsänderungen, wurde sie mit dem „Gesetz über die Verfassung und Verwaltung der Hansestadt Hamburg“ vom 9. Dezember 1937 (HVVG) endgültig beseitigt.
Nach dem Zweiten Weltkrieg kam es zu einer langsamen Rückkehr zu einer parlamentarisch-demokratischen Ordnung. Hamburg befand sich, nachdem die alte Verfassung von 1921 nicht wieder in Kraft gesetzt worden war, in einem verfassungslosen Zustand. Schließlich kam es 1946 unter britischer Verwaltung zu einer Art Übergangsverfassung, die die wichtigsten Belange der Stadt regeln sollte. Diese „Vorläufige Verfassung der Hansestadt Hamburg“ vom 15. Mai 1946 und die alte Verfassung von 1921, die in vielen Artikeln teils wörtlich übernommen wurde, dienten als Grundlage. Nach mehreren ab 1948 erarbeiteten Entwürfen und langen Beratungen passierte die vom Senat zuletzt vorgelegte Fassung die Bürgerschaft im Juni 1952.
Auffallend ist, dass in der Verfassung ein Grundrechtsteil fehlt. Die Ursache dafür liegt darin, dass die Verfassung erst nach dem deutschen Grundgesetz vom 23. Mai 1949 entstand und nicht wie bei den meisten anderen (alten westdeutschen) Ländern zuvor. So konnte man auf einen Grundrechtekatalog (wie auch in der niedersächsischen und baden-württembergischen Verfassung) verzichten, da die Grundrechte des deutschen Grundgesetzes gleichermaßen für Hamburg galten. Die Hamburgische Verfassung hat daher weitgehend den Charakter der Satzung einer Organisation. Dennoch definiert sie auch Staatsziele, insbesondere den Umweltschutz (im 5. Absatz der Präambel, ergänzt 1986) und die Förderung der Gleichstellung von Männern und Frauen, insbesondere durch gleichberechtigte Besetzung öffentlicher Gremien (Art. 3 Abs. 2, ergänzt 1996).
1996 erfolgten die bislang umfassendsten Änderungen, bei denen auch eine Reihe von Besonderheiten Hamburgs, die sich schon in den älteren Verfassungen finden, aufgehoben wurden (siehe auch Abschnitt: Verfassungsänderungen).

## Gliederung
Die Verfassung gliedert sich in 77 Artikel (einer aus redaktionellen Gründen ohne Inhalt), denen eine Präambel vorgeschaltet ist. Diese Einleitung wurde mit Beschluss der Hamburgischen Bürgerschaft am 12. Februar 2020 mit dem Satz „Insbesondere nimmt die Freie und Hansestadt Hamburg ihre Verantwortung für die Begrenzung der Erderwärmung wahr.“ ergänzt und lautet nach in Kraft treten am 29. Februar 2020:

„Die Freie und Hansestadt Hamburg hat als Welthafenstadt eine ihr durch Geschichte und Lage zugewiesene, besondere Aufgabe gegenüber dem deutschen Volke zu erfüllen. Sie will im Geiste des Friedens eine Mittlerin zwischen allen Erdteilen und Völkern der Welt sein. Durch Förderung und Lenkung befähigt sie ihre Wirtschaft zur Erfüllung dieser Aufgaben und zur Deckung des wirtschaftlichen Bedarfs aller. Auch Freiheit des Wettbewerbs und genossenschaftliche Selbsthilfe sollen diesem Ziele dienen. Jedermann hat die sittliche Pflicht, für das Wohl des Ganzen zu wirken. Die Allgemeinheit hilft in Fällen der Not den wirtschaftlich Schwachen und ist bestrebt, den Aufstieg der Tüchtigen zu fördern. Die Arbeitskraft steht unter dem Schutze des Staates. Um die politische, soziale und wirtschaftliche Gleichberechtigung zu verwirklichen, verbindet sich die politische Demokratie mit den Ideen der wirtschaftlichen Demokratie. Die natürlichen Lebensgrundlagen stehen unter dem besonderen Schutz des Staates. Insbesondere nimmt die Freie und Hansestadt Hamburg ihre Verantwortung für die Begrenzung der Erderwärmung wahr. In diesem Geiste gibt sich die Freie und Hansestadt Hamburg durch ihre Bürgerschaft diese Verfassung.“

Die Landesverfassung gliedert sich in folgende Abschnitte:
die staatlichen Grundlagen (I),
die Organisationsabschnitte zu Bürgerschaft und Senat (II und III),
die Staatsfunktionen Gesetzgebung und Verwaltung (IV und V),
die Rechtsprechung (VI),
das Haushalts- und Finanzwesen (VII) und
die Schluss- und Übergangsbestimmungen (VIII).

## Verfassungsorgane
Hamburgs Verfassungsorgane sind
- die Hamburgische Bürgerschaft als Volksvertretung, beziehungsweise Landesparlament und Legislative
- der Senat der Freien und Hansestadt Hamburg als Landesregierung und Exekutive
- das Hamburgische Verfassungsgericht als Landesverfassungsgericht und Teil der Judikative

## Verfassungsänderungen
Durch die letzte Änderung wurde Artikel 50 durch Gesetz vom 1. Juni 2015 (HmbGVBl. S. 102) ergänzt. Im Zuge des Olympiabewerbungsverfahrens für die Olympischen Spiele 2024 sollte der Bürgerschaft die Möglichkeit gegeben werden, ein Bürgerschaftsreferendum durchzuführen. Die Ergänzung des Art. 50 um Abs. 4b erlaubte es der Bürgerschaft erstmals, die Hamburger Bevölkerung über ein Thema von „grundsätzlicher und gesamtstädtischer Bedeutung“ (vgl. Abs. 4b) abstimmen zu lassen.
Die dreizehnte Verfassungsänderung erfolgte am 19. Juli 2012 und verankerte eine Schuldenbremse auch in der Hamburger Verfassung.
Am 8. Juli 2009 wurden durch die zwölfte Verfassungsänderung eine Reihe wahlrechtlicher Vorschriften geändert. Hierdurch entsprach der Gesetzgeber den Vorgaben eines von der Bürgerschaft angenommenen Volksbegehrens.
Mit der zehnten Verfassungsänderung (16. Oktober 2006) wurden Aufgaben und Funktionen von Bezirksämtern und Bezirksversammlungen, die früher durch einfache Gesetzgebung, z. B. im Bezirksverwaltungsgesetz geregelt waren, explizit in die Hamburger Verfassung (Art. 4 Abs. 2) aufgenommen.
Wichtige Änderungen waren 1971 (erstmals in einer deutschen Landesverfassung) die Verankerung der Funktion der Opposition als wesentlicher Bestandteil der parlamentarischen Demokratie, die die ständige Aufgabe hat, Kritik am Regierungsprogramm öffentlich zu vertreten und die politische Alternative zur Regierungsmehrheit zu sein. Weiter wurde die Unvereinbarkeit von Bürgerschaftsmandat und Senatorenamt festgelegt.
Die bislang wesentlichsten Änderungen erfolgten 1996. In über 50 Artikeln wurden Änderungen vorgenommen und auch einige historisch gewachsene Besonderheiten der Hamburger Verfassung beseitigt. So wurde der Status der Bürgerschaftsabgeordneten geändert, der Bürgerausschuss und das Vetorecht des Senats in der Gesetzgebung abgeschafft, sowie Änderungen der Rechte der Untersuchungsausschüsse vorgenommen. Neu eingeführt wurde die Richtlinienkompetenz des Ersten Bürgermeisters, seine direkte Wahl durch die Bürgerschaft (diese Änderungen wurden erst mit der folgenden Wahlperiode 1997 wirksam) und die Volksgesetzgebung in Hamburg, die schon einmal in der Verfassung von 1921 vorhanden war.
Verfassungsänderungen können auch über Volksentscheide erfolgen. Am 16. Dezember 2008 wurde Art. 50 geändert. Seitdem sind Volksentscheide für die Hamburgische Bürgerschaft und den Senat verbindlich. Volksbeschlossene Gesetze können jedoch geändert werden, sofern die Wahlberechtigten keinen neuen Volksentscheid verlangen oder in einem neuen Volksentscheid das Änderungsgesetz nicht ablehnen. Volksentscheide finden grundsätzlich an Tagen der Bürgerschafts- oder Bundestagswahl statt (bei nicht verfassungsändernden Gesetzen auf Antrag der Initiatoren auch an anderen Tagen). Es gelten dabei dynamische Quoren, das heißt die Wahlbeteiligung wird als Berechnungsgrundlage genutzt. Bei einfachen Gesetzen gilt die Mehrheit der abgegebenen Stimmen. Bei Verfassungsänderungen hingegen müssen zwei Drittel der an der Wahl teilgenommenen Wähler zustimmen.

### Änderungsverfahren
Die Verfassung kann gemäß Art. 51 nur durch ein Gesetz verändert werden, das den Wortlaut der Verfassung ausdrücklich ändert oder ergänzt. Diese Gesetze müssen durch zwei übereinstimmende Beschlüsse, zwischen denen eine Pause von mindestens 13 Tagen liegt, von der Hamburgischen Bürgerschaft beschlossen werden. Dazu ist eine Stimmenmehrheit von zwei Dritteln (bei Anwesenheit von mindestens drei Vierteln der gesetzlichen Mitgliederzahl) der Abgeordneten erforderlich.

## Niederdeutsche Fassung
Der Bürgerverein zu St. Georg von 1880 und die Hamburgische Landeszentrale für politische Bildung gaben 1996 eine von Inge Foerster-Baldenius angefertigte Übersetzung der Hamburgischen Verfassung ins Niederdeutsche unter dem Titel „Verfassung von de Friee un Hansestadt Hamborg“ heraus. Das Heft besteht aus einem 17 von 52 Seiten umfassenden plattdeutschen Sprachteil und auch dem hochdeutschen Wortlaut. Die niederdeutsche Fassung hatte natürlich keine Gesetzeskraft, und im Übrigen entsprach die ganze Veröffentlichung dem vor 1996 gültigen Text und wurde noch im Erscheinungsjahr durch die Verfassungsreform obsolet.